# Ринкон (Порторико)
Ринкон (шп. Rincón) је општина у америчкој острвској територији Порторико, острвској држави Кариба.

## Демографија
По попису из 2010. године број становника је 15.200, што је 433 (2,9%) становника више него 2000. године.
| Група             | 2000.          | 2010.          |
| Белци             | 313 (2,1%)     | 493 (3,2%)     |
| Афроамериканци    | 376 (2,5%)     | 811 (5,3%)     |
| Азијати           | 15 (0,1%)      | 27 (0,2%)      |
| Хиспаноамериканци | 14.418 (97,6%) | 14.660 (96,4%) |
| Укупно            | 14.767         | 15.200         |